# 克脑文盖尔缩合反应
克内弗纳格尔缩合反应（英語：Knoevenagel condensation）是羟醛缩合的一种改良形式，以德国化学家埃米尔·克内弗纳格尔的名字命名。
含有活潑亞甲基的化合物與醛或酮在弱鹼催化下，發生失水縮合生成α,β-不飽和羰基化合物及其類似物。
Z基是吸電子基團，一般為CHO、COR、COOR、COOH、CN、NO2 等基團。兩個 Z 基可以相同，也可以不同。NO2 的吸電子能力很強，有一個就足以產生活潑氫。
常用的催化劑有哌啶、吡啶、喹啉和其他一級胺、二級胺等。常用的活潑亞甲基化合物有丙二酸二乙酯、米氏酸、乙醯乙酸乙酯、硝基甲烷和丙二酸等，但事實上任何含有能被鹼除去氫原子的 C-H 鍵化合物都能發生此反應。
克内弗纳格尔缩合反应是對珀金反应的改進，活潑亞甲基化合物的存在，使得弱鹼作用下，就能產生足夠濃度的碳負離子進行親核加成。弱鹼的使用避免了醛酮的自身縮合，因此除芳香醛外，酮和脂肪醛均能進行反應，擴大了適用範圍。
克内弗纳格尔缩合反应是製備α,β-不飽和化合物的常用方法之一。

## 历史
这个反应最早是由德国化学家阿图尔·鲁道夫·汉奇发现的，1885年，他用乙酰乙酸乙酯、苯甲醛和氨反应，发现生成了对称的缩合产物 2,6-二甲基-4-苯基-1,4-二氢吡啶-3,5-二甲酸二乙酯，也生成了少量的2,4-二乙酰基-3-苯基戊二酸二乙酯，这是有关克内弗纳格尔缩合反应的最早纪录。
1894年，德国化学家埃米尔·克内弗纳格尔从多个方面对这一反应作了进一步研究，他发现任何一级和二级胺都可以促进反应进行；反应可以分步进行；而且丙二酸酯可以代替乙酰乙酸乙酯作为活性的亚甲基化合物。
两年之后，克内弗纳格尔又开始了对这个反应的研究，他发现，在室温或 0 °C 时，苯甲醛与过量乙酰乙酸乙酯在催化量的哌啶作用下，会生成双加成物 2,4-二乙酰基-3-苯基戊二酸二乙酯。他的一个助手重复了这个实验，在冷却一步上消耗了更少的时间，结果发现得到的产物与之前的产物不同，这次的产物是缩合产物苄叉乙酰乙酸乙酯与上述双加成物的混合物。进一步的研究又发现，如果使用等摩尔的苯甲醛和乙酰乙酸乙酯，将反应温度控制在 0 °C，那么两者之间的反应便可以定量生成缩合产物苄叉乙酰乙酸乙酯，而基本上不产生加成物。这便是现今所看到的克内弗纳格尔缩合反应的雏形，缩合产物苄叉（或烷叉）乙酰乙酸乙酯也被称为克内弗纳格尔产物。但实际上，Claisen 等早在十余年前就已经通过其他方法得到该类型的化合物了，只不过克内弗纳格尔所用的方法和条件更温和一些而已。
此后的研究表明，如果用原始反应条件处理苄叉乙酰乙酸乙酯，又可得到双加成物，从而证实了苄叉乙酰乙酸乙酯是双加成物生成过程中的中间产物。

## 反应机理
克内弗纳格尔缩合反应是由碱催化的缩合反应，类似于羟醛反应。根据所用碱种类的不同，可以有两种可行的机理。一种是认为醛或酮先与胺缩合为亚胺，然后再与碳负离子加成。
这个机理与克内弗纳格尔最初提出的机理（下图）有些类似。在克内弗纳格尔发现这个反应之前，就已知苯甲醛可以与两分子的哌啶缩合，生成苄叉二哌啶缩氨醛。而且苄叉二哌啶缩氨醛与乙酰乙酸乙酯在乙醇中作用时，可以高产率得到下图中的最终产物双加成物。因此克内弗纳格尔认为，反应的机理应是胺与醛先缩合为缩氨醛，受乙酰乙酸乙酯进攻，产生 β-氨基二羰基化合物中间产物，然后消除哌啶得到 α,β-不饱和羰基化合物，并最后与另一分子乙酰乙酸乙酯进行Michael加成，得最终的双加成产物。
另一种机理（Hann–Lapworth 机理）则认为，首先是丙二酸二乙酯与醛在碱作用下羟醛加成为 β-羟基二羰基化合物中间产物，然后再消除水得到缩合产物。
上述两种机理中的中间产物 β-氨基二羰基化合物和 β-羟基二羰基化合物都已从不同的反应中分离出来。一般认为，当反应用碱为三级胺时，Hann–Lapworth 机理占主导地位；而当反应用碱为一级或二级胺时，两种机理都有可能发生。

## 改进法
Doebner改进法，又称Verley–Doebner改进法
用丙二酸或丙二酸酯作原料时，反应产生的烷叉丙二酸（酯），（经水解）可在吡啶作用下继续脱去一个羧基，生成单羧酸。例如，丙烯醛与丙二酸在吡啶中反应，可得脱羧产物反式-2,4-戊二烯酸。

## 应用
1、2-甲氧基苯甲醛与二乙基硫代巴比妥酸在乙醇中发生克内弗纳格尔缩合反应，以哌啶作碱，可得电荷转移络合物 (3)。
2、抗疟疾药物本芴醇（lumefantrine）制取中的最后一步。反应最初产物是 E/Z 异构体的 50:50 混合物，但最终会转化为热力学上更稳定的 Z 型异构体。
3、微波促进的环己酮、丙二腈和3-氨基-1,2,4-三唑之间发生的多组分反应。

## 外部連結
- 克内弗纳格尔缩合反应（Knoevenagel Condensation） （页面存档备份，存于）